# Jacmaia
Jacmaia é um género botânico pertencente à família Asteraceae.